# Instituto Portugués de Heráldica
El Instituto Portugués de Heráldica (en portugués Instituto Português de Heráldica) es una asociación nacional de investigadores y académicos, constituida en 1929, con sede en Lisboa, dedicada a recopilar y difundir trabajos especializados en las áreas de las ciencias históricas de la Heráldica y la Genealogía, a través de cursos regulares. sesiones académicas, publicaciones, entrega de premios y participación en congresos de especialidad.

## Historia
El IPH fue creado en 1929 y sus estatutos y emblemas fueron aprobados el 6 de junio de 1930.
Afonso de Dornelas fue fundador, canciller y primer presidente del IPH. Tras su fallecimiento le sucedió en el cargo el marqués de São Paio. Al IPH también pertenecieron y pertenecen los principales expertos en este ámbito, a saber, Sanches de Baena, Azevedo Soares, António Baião, Armando de Matos y Eugénio de Castro, por citar sólo algunos de los más antiguos.
Desde 1932, el IPH edita ininterrumpidamente la Revista de Historia, Heráldica, Genealogía y Arte titulada «Armas e Troféus», actualmente dirigida por Augusto Ferreira do Amaral.
Actualmente el duque Eduardo Pío de Bragança figura como Presidente de Honor y Miguel Metelo de Seixas como presidente efectivo.

## Estructura
El IPH, que se reúne en el Museo Arqueológico do Carmo, tiene los siguientes órganos: 
- Presidencia, que dirige las sesiones académicas y preside el órgano colegiado deliberante;
- Junta Directiva, integrada por miembros efectivos, eméritos y honorarios, que es un órgano deliberante con funciones de Asamblea General;
- Secretaría General, encabezada por el secretario general, con funciones ejecutivas, y un Consejo Fiscal.

Además de dichos socios, el IPH se compone de socios corresponsales, socios corresponsales extranjeros y socios agregados.
El IPH mantiene tres comités permanentes: el Comité Editorial de la Revista «Armas e Troféus»; el Comité de Solicitud y Evaluación de Carrera de Socios; y el Comité de Entrega de Premios del Instituto Portugués de Heráldica.